# Krzesowo
Krzesowo (Krzosowo) (niem. Krzossowen, 1938–1945 Kreuzeck) – kolonia w województwie warmińsko-mazurskim, w powiecie mrągowskim, w gminie Mrągowo.
Do 2023 miejscowość była częścią wsi Krzywe.
Miejscowość wchodzi w skład sołectwa Krzywe. W latach 1975–1998 miejscowość administracyjnie należała do województwa olsztyńskiego.

## Historia
Osada powstała w 1823 r. na gruntach wsi Grabowo, założona przez właściciela o nazwisku Krzosa. W 1838 r. w osadzie był jeden dom z dziewięcioma mieszkańcami. W 1938 r. ówczesne władze niemieckie, w ramach akcji germanizacyjnej, zmieniły urzędowa nazwę wsi na Kreuzeck.